# 다운링크 빔포밍
다운링크 빔포밍(Downlink Beamforming)은 이동통신 시스템에서 기지국이 단말들에게 전송하는 빔포밍이다.
빔포밍은 단말기에서 피드백되는 채널 정보를 통해 빔을 형성한다. 따라서 빔포밍의 성능은 단말기에서 피드백되는 채널 정보의 정확도에 비례한다. 채널 정보의 정확도를 높이기 위해서는 피드백 정보양을 늘려야 한다. 피드백 정보량은 상향 링크의 무선 채널 상태와 피드백에 할당된 무선 자원의 양과 관계가 있다. 상향 링크 무선 채널의 상태에 따라 피드백할 수 있는 최대 시그널링 정보의 양이 정해진다. 상향 링크 무선 채널의 상태가 정해져 있을 때는 피드백 시그널링에 할당된 무선 자원의 양에 따라 빔포밍의 성능이 달라진다. 빔포밍 시스템을 통해서 얻고자 하는 성능이 주어졌다면 이를 위해 필요로 하는 피드백 비트 수를 계산할 수 있고 계산된 피드백 비트 수를 상향 링크로 보내기 위해 필요한 무선 자원의 양을 상향 링크 채널의 상태에 따라 구할 수 있다. 무선 자원은 신호 전송에 필요로 하는 주파수 대역폭과 전송 전력으로 전송 전력이 정해졌다면 피드백에 필요한 주파수 대역폭을 알 수 있다.

## 시스템 모델
기지국과 K개의 단말이 존재하는 이동통신 시스템을 고려한다. 기지국은 M개의 안테나를 가지고 단말들은 1개의 안테나를 가지고 있다. 기지국은 다중 안테나를 활용하여 신호를 다운링크 채널로 송신한다.

### 다운링크 채널 모델
다중 안테나로 송신한 신호를 단말에서 수신한 신호는 다음과 같이 모델링할 수 있다.
{\displaystyle y_{d}={\sqrt {P_{d}}}\mathbf {h} _{d}^{T}\mathbf {x} +n_{d}}
여기서 {\displaystyle h_{d}}는 소스 노드에서 목적 노드까지 채널, {\displaystyle \mathbf {x} }는 전송 심볼 벡터 그리고 {\displaystyle n_{d}}는 노이즈 심볼이다. 기지국의 전송 전력인 {\displaystyle E[\mathbf {x} ^{H}\mathbf {x} ]<=1}으로 가정한다. 실효 전력인 {\displaystyle P_{d}=D_{d}^{-2\gamma }p_{d}}는 기지국에서 단말까지 거리인 {\displaystyle D_{d}}와 기지국 전송 전력인 {\displaystyle p_{d}}로 정의된다. 여기서 {\displaystyle 2<\gamma <5}는 거리에 따른 전력 감쇄 상수로 2보다 크고 5보다 작은 값을 가진다. 테스트 환경에서는 일반적으로 {\displaystyle \gamma =4}를 주로 사용한다.

### 상향링크 피드백 채널 모델
다중안테나는 단말기들로부터 상향 링크로 전달된 정보에 의해 동작하게 된다. 피드백 신호가 전달되는 기지국에서 임의의 한 단말기까지 상향 링크의 채널을 {\displaystyle h_{\mathrm {FB} }}로 보자. 기지국에서 상향 링크를 통해 받은 수신 신호는 다음과 같이 모델링할 수 있다.
{\displaystyle y_{\mathrm {FB} }={\sqrt {P_{\mathrm {MS} }}}h_{\mathrm {FB} }x_{\mathrm {MS} }+n_{\mathrm {FB} }}
여기서 {\displaystyle n_{\mathrm {FB} }}는 피드백 채널에 더해지는 노이즈이다. 실효 전력인 {\displaystyle P_{\mathrm {MS} }=D_{\mathrm {MS} }^{-2\gamma }p_{\mathrm {MS} }}는 피드백 링크의 실효 전력이다. 여기서 {\displaystyle p_{\mathrm {MS} }}는 단말기에서 사용하는 송신 전력이다.

### 채널 조건
채널벡터인 {\displaystyle \mathbf {h} _{d}}의 원소들은 i.i.d이고 이들을 포함한 채널들과 노이즈변수들인 {\displaystyle h_{\mathrm {FB} },n_{d},n_{\mathrm {FB} }}는 전부 분산이 1이고 평균이 0인 백색 가우시안 랜덤 변수로 가정한다.

## 다운링크 빔포밍 방법
다운링크 빔포밍에서 기지국은 단말들에게 전송할 신호 정보인 {\displaystyle s}에 빔포밍 벡터인 {\displaystyle \mathbf {w} }를 곱한 {\displaystyle \mathbf {x} =\mathbf {w} s}를 다중 안테나를 통해 내보낸다. 다중 빔을 사용하면 한 사용자뿐아니라 다수의 사용자에게 동시에 신호를 전송할 수 있다. 빔을 통해 사용자간 간섭을 줄이면서 다중 사용자와 통신하는 방식을 공간 분할 다중 접속 (SDMA)이라 한다. 공간 분할 다중 접속에서는 전송할 신호 정보 벡터인 {\displaystyle \mathbf {s} }에 빔포밍 메트릭스인 {\displaystyle \mathbf {W} }를 곱한 {\displaystyle \mathbf {x} =\mathbf {W} \mathbf {s} }를 다중 안테나를 통해 내보낸다. 여기서 {\displaystyle W=[w_{1},w_{2},\ldots ,w_{M}]}는 {\displaystyle M\times L} 메트릭스이고 {\displaystyle \mathbf {s} =[s_{1},s_{2},\ldots ,s_{M}]^{T}}는 {\displaystyle M\times 1}벡터이다.

## 피드백 빔포밍
기지국이 빔포밍 메트릭스를 구하는 데 필요한 사용자 채널 벡터들은 사용자들이 기지국으로 피드백하여 알게 된다. 피드백하지 않고 사용자의 방향을 스스로 측정하는 방법은 방향성 빔포밍 (DOA beamforming) 또는 빔포밍이라 한다. 여기서 DOA는 direction of arrival의 약자로 빔포밍이 도착하는 방향을 의미한다.

### 채널 피드백 방법
사용자들은 기지국에서 파일럿 신호를 받아 채널 벡터를 측정한다. 파일럿 신호의 신호대잡음비에 따라 측정한 채널의 신뢰도가 달라지게 된다. 본 설명은 다운링크 빔포밍을 다루기 때문에 설명 편의상 측정한 채널의 오류는 무시한다. 측정한 채널 벡터를 보내기 위해 채널 벡터 정보의 부호화 과정이 필요하다. 부호화 과정은 코드북을 이용하는데, 코드북의 원소인 기지국과 단말들간에 약속된 코드 워드 벡터들 중에서 측정한 채널 벡터와 가장 가까운 것을 선택하게 된다. 코드북은 {\displaystyle {\mathcal {C}}_{FB}\triangleq \{\mathbf {v} _{1},\mathbf {v} _{2},\ldots ,\mathbf {v} _{2^{B_{\mathrm {FB} }}}\}}라고 가정한다. 여기서 {\displaystyle B_{\mathrm {FB} }}는 코드북의 크기이다. 부호화된 채널 벡터는 아래와 같이 표현한다.
{\displaystyle {\hat {\mathbf {h} }}_{d}=f_{q}({\mathcal {C}}_{FB},\mathbf {h} _{d},B_{\mathrm {FB} })=\arg \min _{\mathbf {v} \in {\mathcal {C}}_{FB}}\sin ^{2}(\angle (\mathbf {h} _{i},\mathbf {v} ))}

### 채널 피드백 손실
단말기가 채널 벡터를 기지국으로 보내기 위해 코드 워드 인덱스를 사용하므로 코드북의 크기는 피드백량을 결정한다. 채널 벡터의 코드 워드 인덱스를 피드백하는 주기인 {\displaystyle T_{FB}}를 채널이 바뀌는 주기에 맞추어 한다고 하자. 피드백 전송 속도는 {\displaystyle B_{\mathrm {FB} }/T_{FB}}가 된다. 피드백 정보 속도인 {\displaystyle B_{\mathrm {FB} }/T_{FB}}가 클수록 상향 링크 무선 자원이 많이 소모된다. 여기서 무선 자원은 주파수 대역폭와 전송 전력 자원이다. {\displaystyle T_{FB}}는 정해졌다고 하면 무선 자원의 소모를 줄이기 위해서 {\displaystyle B_{\mathrm {FB} }}값을 작게 할 수 있지만 그럴수록 전달된 정보의 정확도가 떨어진다. 정확도는 부호화과정에서 발생한 신호 왜곡 노이즈 전력 크기로 나타낼 수 있다. 부호화 대상 신호가 단위 크기의 가우시안 신호라 가정하면 {\displaystyle \sigma _{\mathrm {Bit} }^{2}(B_{\mathrm {FB} })\geq 2^{-2B_{\mathrm {FB} }}}의 관계가 성립한다. 여기서 등가는 부호화 벡터의 길이가 무한대일 경우 성립한다. 최소 왜곡 노이즈를 적용하면 원 신호 벡터와 부호화 신호 벡터 사이의 관계는 다음과 같게 된다.
{\displaystyle \mathbf {h} _{d}=||\mathbf {h} _{d}||({\hat {\mathbf {h} }}_{d}+\sigma _{\mathrm {Bit} }(B_{\mathrm {FB} })n_{q})=||\mathbf {h} _{d}||({\hat {\mathbf {h} }}_{d}+2^{-B_{\mathrm {FB} }}\mathbf {n} _{q})}
여기서 부호화 오류를 나타내는 {\displaystyle \mathbf {n} _{q}}는 전력이 {\displaystyle E||\mathbf {n} _{q}||^{2}=1}이고 평균이 0인 랜덤 가우신안 i.i.d. 벡터이다.

### 피드백 무선 자원
피드백 정보를 보내기 위해 필요한 최소 무선 자원의 크기는 상향링크 채널에 대한 샤논의 채널 용량 관계식으로 유도할 수 있다. 여기서 무선자원은 할당한 주파수 대역폭과 사용한 전력이다. 시스템 모델에서 고려한 상향 링크 수신신호 관계식에 근거하면 상향 링크 채널의 신호대잡음비는
{\displaystyle \rho _{\mathrm {FB} }=P_{\mathrm {FB} }|h_{\mathrm {FB} }|^{2}={\frac {p_{\mathrm {MS} }|h_{\mathrm {FB} }|^{2}}{D_{d}^{2\gamma }}}}
와 같다. 피드백용 상향 링크로 보낼 수 있는 최대 정보 효율(spectral efficiency)은 다음과 같다.
{\displaystyle C_{\mathrm {FB} }=\log _{2}(1+\rho _{\mathrm {FB} })=\Omega _{\mathrm {BF} }\log _{2}\left(1+{\frac {p_{\mathrm {MS} }|h_{\mathrm {FB} }|^{2}}{D_{d}^{2\gamma }}}\right)}
피드백 전송 속도는 {\displaystyle B_{\mathrm {FB} }<T_{\mathrm {FB} }\Omega _{\mathrm {BF} }C_{\mathrm {FB} }}로 한정된다. 최대 {\displaystyle B_{\mathrm {FB} }}는 다음과 같다.
{\displaystyle B_{\mathrm {FB} }<T_{\mathrm {FB} }\Omega _{\mathrm {BF} }C_{\mathrm {FB} }=T_{\mathrm {FB} }\Omega _{\mathrm {BF} }\log _{2}\left(1+{\frac {p_{\mathrm {MS} }|h_{\mathrm {FB} }|^{2}}{D_{d}^{2\gamma }}}\right)}
여기서 {\displaystyle \Omega _{\mathrm {BF} }}는 피드백에 사용된 주파수 대역폭이다. 피드백 전송 속도와 상향 링크 채널의 용량의 상관 관계에서 피드백 신호 왜곡과 무선 자원간의 관계를 유도할 수 있다. 신호 왜곡 노이즈를 무선 자원으로 나타내면 다음과 같다.
{\displaystyle \sigma _{\mathrm {BW} }^{2}(\Omega _{\mathrm {FB} })=\left.\sigma _{\mathrm {Bit} }^{2}(B_{\mathrm {FB} })\right|_{B_{\mathrm {FB} }=T_{\mathrm {FB} }C_{\mathrm {FB} }}=\left.2^{-2B_{\mathrm {FB} }}\right|_{B_{\mathrm {FB} }=T_{\mathrm {FB} }C_{\mathrm {FB} }}=\left(1+{\frac {p_{\mathrm {MS} }|h_{\mathrm {FB} }|^{2}}{D_{d}^{2\gamma }}}\right)^{-2\Omega _{\mathrm {FB} }T_{\mathrm {FB} }}}

### 단말 수신 신호
채널 부호화 피드백을 통한 ZF 빔포밍을 사용할 경우 수신 신호의 성능을 알아보자. 부호화 피드백을 고려한 빔포밍 메트릭스인 W는 {\displaystyle {\hat {\mathbf {H} }}}를 pseudo-inverse한 {\displaystyle {\hat {\mathbf {H} }}^{+}}의 각 column을 normalize한 벡터들로 구성된다. 여기서 {\displaystyle {\hat {\mathbf {H} }}=[{\hat {\mathbf {h} }}_{d,1},{\hat {\mathbf {h} }}_{d,2},\ldots ,{\hat {\mathbf {h} }}_{d,M}]}는 1번째 사용자부터 M번째 사용자들에게서 피드백된 채널 벡터들로 구성된 메트릭스이다. 송신 신호 벡터에 빔포밍을 포함하면 기지국에서 보낸 신호를 임의의 한 단말기에서 수신한 신호인 {\displaystyle y_{d}}는 다음과 같이 다시 쓸 수 있다.
{\displaystyle y_{d}={\sqrt {P_{d}}}\mathbf {h} _{d}^{H}\mathbf {W} \mathbf {s} +n_{d}={\sqrt {P_{d}}}\mathbf {h} _{d}^{H}\left(\mathbf {w} _{1}s_{1}+\sum _{i=2}^{M}\mathbf {w} _{i}s_{i}\right)+n_{d}}
여기서 편의상 1번 사용자를 가정하였다.

## 간섭 제거 빔포밍
빔포밍 메트릭스인 {\displaystyle \mathbf {W} }는 다운링크 채널 메트릭스에 맞게 구성된다. 다운링크 채널 메트릭스는 빔포밍 할 사용자의 채널 벡터들로 구성된다. 빔포밍 메트릭스를 구성하는 한 방법으로 사용자 채널 벡터들간의 간섭의 제거하는 방법이 있다. 간섭을 완전히 제거하는 방식으로 빔포밍 메트릭스를 구성하는 것을  간섭 제거 빔포밍 (Zero forcing beamforming)이라 한다. ZF 빔포밍에서 W는 채널 메트릭스를 인버스(inverse)한 메트릭스의 각 열(column)을 정규화한 벡터들로 구성된다.
단말기로부터 피드백한 채널을 바탕으로 간섭 제거 빔포밍을 수행하는 경우를  피드백 간섭 제거 빔포밍 (limited feedback zero forcing beamforming)이라고 한다. 피드백 간섭 제거 빔포밍은 부분적으로 부정확한 채널을 통해 빔포밍 벡터들을 만들므로 완전한 간섭제거를 할 수는 없다. 채널의 정확도가 높아질수록 간섭 제거의 성능이 높아진다.

## 피드백 간섭 제거 빔포밍의 성능 분석
피드백 간섭 제거 빔포밍의 성능을 분석한다. 사용자 1번의 수신 신호 {\displaystyle y_{d}}의 신호대잡음비(SNR)는 다음과 같다.
{\displaystyle \rho _{d}={\frac {{\frac {P_{d}}{M}}|\mathbf {h} _{d}^{H}\mathbf {w} _{1}|^{2}}{{\frac {P_{d}}{M}}\sum _{i=2}^{M}|\mathbf {h} _{d}^{H}\mathbf {w} _{i}|^{2}+1}}}
신호대잡음비(SNR)을 통해 사용자 1번이 달성할 수 있는 평균 주파수 효율 용량을 유도하면 다음과 같다.
{\displaystyle R_{\mathrm {BF} }(P_{d},\Omega _{\mathrm {FB} })=E[\log _{2}(1+\rho _{d})]=E\left[\log _{2}\left(1+{\frac {{\frac {P_{d}}{M}}|\mathbf {h} _{d}^{H}\mathbf {w} _{1}|^{2}}{{\frac {P_{d}}{M}}\sum _{i=2}^{M}|\mathbf {h} _{d}^{H}\mathbf {w} _{i}|^{2}+1}}\right)\right]}
여기서 {\displaystyle E[]}는 채널 벡터와 빔포밍 벡터에 대해 행해진다. 다른 방법으로는 평균 주파수 효율 용량을 완전 채널 피드백을 가정한 ZF 빔포밍의 용량 ({\displaystyle R_{\mathrm {ZF} }(P_{d})})과의 차이를 통해 나타내는 다음과 같은 방법이 있다.
{\displaystyle R_{\mathrm {BF} }(P_{d},\Omega _{\mathrm {FB} })=R_{\mathrm {ZF} }(P_{d})-\Delta R_{\mathrm {BF} }(P_{d},\Omega _{\mathrm {FB} })}
여기서 용량 차이를 나타내는 {\displaystyle \Delta R_{\mathrm {BF} }(P_{d},\Omega _{\mathrm {FB} })}는 {\displaystyle \{P_{d},\Omega _{\mathrm {FB} }\}}에 대한 함수이고 다음과 같은 관계가 성립한다.
{\displaystyle \Delta R_{\mathrm {BF} }(P_{d},\Omega _{\mathrm {FB} })<\log _{2}\left(1+P_{d}2^{-{\frac {B_{\mathrm {FB} }}{M-1}}}\right)=\log _{2}\left(1+P_{d}\left(1+{\frac {p_{\mathrm {MS} }|h_{\mathrm {FB} }|^{2}}{D_{d}^{2\gamma }}}\right)^{-{\frac {\Omega _{\mathrm {FB} }T_{\mathrm {FB} }}{M-1}}}\right)}

### 분석 결과 설명
용량 차이인 {\displaystyle \Delta R_{\mathrm {BF} }(P_{d},\Omega _{\mathrm {FB} })}를 1bit 이하로 줄이기 위해서는 다음과 같은 관계가 성립되어야 한다.
{\displaystyle \log _{2}\left(1+P_{d}\left(1+{\frac {p_{\mathrm {MS} }|h_{\mathrm {FB} }|^{2}}{D_{d}^{2\gamma }}}\right)^{-{\frac {\Omega _{\mathrm {FB} }T_{\mathrm {FB} }}{M-1}}}\right)=1\Leftrightarrow P_{d}\left(1+{\frac {p_{\mathrm {MS} }|h_{\mathrm {FB} }|^{2}}{D_{d}^{2\gamma }}}\right)^{-{\frac {\Omega _{\mathrm {FB} }T_{\mathrm {FB} }}{M-1}}}=1}
이를 다시 정리하면 다음과 같다.
{\displaystyle P_{d}=\left(1+{\frac {p_{\mathrm {MS} }|h_{\mathrm {FB} }|^{2}}{D_{d}^{2\gamma }}}\right)^{\frac {\Omega _{\mathrm {FB} }T_{\mathrm {FB} }}{M-1}}\Leftrightarrow {\frac {\Omega _{\mathrm {FB} }T_{\mathrm {FB} }}{M-1}}={\frac {\log _{2}P_{d}}{\log _{2}\left(1+{\frac {p_{\mathrm {MS} }|h_{\mathrm {FB} }|^{2}}{D_{d}^{2\gamma }}}\right)}}}
필요한 주파수 대역인 {\displaystyle \Omega _{\mathrm {FB} }}에 대해 정리해보면 다음과 같다.
{\displaystyle \Omega _{\mathrm {FB} }={\frac {M-1}{T_{\mathrm {FB} }}}{\frac {\log _{2}P_{d}}{\log _{2}\left(1+{\frac {p_{\mathrm {MS} }|h_{\mathrm {FB} }|^{2}}{D_{d}^{2\gamma }}}\right)}}}
{\displaystyle \Omega _{\mathrm {FB} }}는 안테나 수와 기지국 실효 전력에 비례하여 크져야 한다. 단말기에서 기지국까지 신호대잡음비에는 역비례에 관계에 있다.

## 부가 원리

### ZF 빔포밍의 용량 차이식 유도
용량 차이의 기본 관계식인 {\displaystyle \Delta R_{\mathrm {BF} }(P_{d},\Omega _{\mathrm {FB} })<\log _{2}\left(1+P_{d}2^{-{\frac {B_{\mathrm {FB} }}{M-1}}}\right)}은 다음과 같이 유도할 수 있다. 전개의 편의를 위해 사용하는 무선자원량 대신 사용하는 비트 수로 전개한다.

#### 기본 가정
먼저 {\displaystyle R_{\mathrm {ZF} }(P_{d})}과 {\displaystyle R_{\mathrm {BF} }(P_{d},\Omega _{\mathrm {FB} })}은 각각 완벽한 CSIT와 부분적 CSIT를 기지국이 알 경우 ZF 빔포밍의 평균 용량이며
{\displaystyle R_{\mathrm {ZF} }(P_{d})=E\left[\log _{2}\left(1+{\frac {P_{d}}{M}}|\mathbf {h} _{1}^{T}{\hat {\mathbf {w} }}_{1}|^{2}\right)\right]}
와
{\displaystyle R_{\mathrm {BF} }(P_{d},\Omega _{\mathrm {FB} })=E\left[\log _{2}\left(1+{\frac {{\frac {P_{d}}{M}}|\mathbf {h} _{1}^{T}\mathbf {w} _{1}|^{2}}{{\frac {P_{d}}{M}}\sum _{i=2}^{M}|\mathbf {h} _{1}^{T}\mathbf {w} _{i}|^{2}+1}}\right)\right]}
로 표현된다. 여기서 {\displaystyle {\hat {\mathbf {w} }}_{1}}은 완벽한 채널 정보를 통해 구한 빔포밍 벡터이다. 따라서 {\displaystyle \mathbf {h} _{i}^{T}{\hat {\mathbf {w} }}_{1}=0,\ i=2,\ldots ,M}의 특성이 있다.

#### 용량 차이 유도
둘을 뺀 용량 차이식은 아래와 같이 전개된다.
{\displaystyle {\begin{matrix}\Delta R_{\mathrm {BF} }(P_{d},\Omega _{\mathrm {FB} })&=&R_{\mathrm {ZF} }(P_{d})-R_{\mathrm {BF} }(P_{d},\Omega _{\mathrm {FB} })\\&=&E\left[\log _{2}\left(1+{\frac {P_{d}}{M}}|\mathbf {h} _{1}^{T}{\hat {\mathbf {w} }}_{1}|^{2}\right)\right]-E\left[\log _{2}\left(1+{\frac {{\frac {P_{d}}{M}}|\mathbf {h} _{1}^{T}\mathbf {w} _{1}|^{2}}{{\frac {P_{d}}{M}}\sum _{i=2}^{M}|\mathbf {h} _{1}^{T}\mathbf {w} _{i}|^{2}+1}}\right)\right]\\&=&\Delta _{a}+\Delta _{b}\end{matrix}}}

#### 분모와 분자 전개
여기서 {\displaystyle \Delta _{a}}와 {\displaystyle \Delta _{b}}를 정의하고, 정의를 바탕으로 전개하면 다음과 같다. 우선, 분모에 적용된 {\displaystyle \sum _{i=2}^{M}\mathbf {h} _{1}^{T}\mathbf {w} _{i}}는 채널의 양자화 레벨이 올라갈수록 0에 가깝다. 또한 {\displaystyle \mathbf {w} _{i}}는 {\displaystyle {\hat {\mathbf {w} }}_{i}}와 동일하게 채널 {\displaystyle \mathbf {h} _{1}}에 대해서 독립적이고 균등하게 분포되어 있다. 이 두 성질을 차례로 적용하면
{\displaystyle {\begin{matrix}\Delta _{a}&=&E\left[\log _{2}\left(1+{\frac {P_{d}}{M}}|\mathbf {h} _{1}^{T}{\hat {\mathbf {w} }}_{1}|^{2}\right)\right]-E\left[\log _{2}\left({\frac {P_{d}}{M}}\sum _{i=2}^{M}|\mathbf {h} _{1}^{T}\mathbf {w} _{i}|^{2}+1+{\frac {P_{d}}{M}}|\mathbf {h} _{1}^{T}\mathbf {w} _{1}|^{2}\right)\right]\\&\leq &E\left[\log _{2}\left(1+{\frac {P_{d}}{M}}|\mathbf {h} _{1}^{T}{\hat {\mathbf {w} }}_{1}|^{2}\right)\right]-E\left[\log _{2}\left(1+{\frac {P_{d}}{M}}|\mathbf {h} _{1}^{T}\mathbf {w} _{1}|^{2}\right)\right]\\&=&0\end{matrix}}}
이고
{\displaystyle {\begin{matrix}\Delta _{b}=E\left[\log _{2}\left({\frac {P_{d}}{M}}\sum _{i=2}^{M}|\mathbf {h} _{1}^{T}\mathbf {w} _{i}|^{2}+1\right)\right]\end{matrix}}}
이다.
따라서
{\displaystyle {\begin{matrix}\Delta R_{\mathrm {BF} }(P_{d},\Omega _{\mathrm {FB} })\leq E\left[\log _{2}\left({\frac {P_{d}}{M}}\sum _{i=2}^{M}|\mathbf {h} _{1}^{T}\mathbf {w} _{i}|^{2}+1\right)\right]\end{matrix}}}

#### 용량차 관계식
용량 관계식을 jensen's inequality를 적용하여 풀어보면 다음과 같다.
{\displaystyle {\begin{matrix}\Delta R_{\mathrm {BF} }(P_{d},\Omega _{\mathrm {FB} })&\leq &\log _{2}\left({\frac {P_{d}}{M}}(M-1)E[||\mathbf {h} _{1}||^{2}]E[|{\tilde {\mathbf {h} }}_{1}^{T}\mathbf {w} _{2}|^{2}]+1\right)\\&=&\log _{2}\left(P_{d}(M-1)E[|{\tilde {\mathbf {h} }}_{1}^{T}\mathbf {w} _{2}|^{2}]+1\right)\end{matrix}}}
여기서 {\displaystyle {\tilde {\mathbf {h} }}_{1}=\mathbf {h} _{1}/||\mathbf {h} _{1}||}이고 {\displaystyle \mathbf {w} _{i},i\neq 1}에 의한 결과는 i에 대한 identically distributed된 경우이므로 임의의 한 경우인 {\displaystyle \mathbf {w} _{2}}로 대체하였다. 베타 분포를 적용하면 다음과 같이 유도가 가능하다.
{\displaystyle {\begin{matrix}\Delta R_{\mathrm {BF} }(P_{d},\Omega _{\mathrm {FB} })&\leq &\log _{2}\left(P_{d}E[\sin ^{2}(\angle ({\tilde {\mathbf {h} }}_{1},{\hat {\mathbf {h} }}_{1}))]+1\right)\\&<&\log _{2}\left(P_{d}2^{-{\frac {B_{\mathrm {FB} }}{M-1}}}+1\right)\\\end{matrix}}}

#### 세부 전개

부호화 오류

{\displaystyle E[|{\tilde {\mathbf {h} }}_{1}^{T}\mathbf {w} _{2}|^{2}]}를 beta(1,M-2) 무작위 변수의 평균과 부호화 오류의 평균의 곱인 {\displaystyle {\frac {1}{M-1}}E[\sin ^{2}(\angle ({\tilde {\mathbf {h} }}_{1},{\hat {\mathbf {h} }}_{1}))]}로 전개하는 과정은 다음과 같다. 여기서 beta(1,M-2) 무작위 변수의 평균은 {\displaystyle {\frac {1}{M-1}}}이다.
증명: 빔포밍 벡터 {\displaystyle \mathbf {w} _{2}}는 {\displaystyle [{\hat {\mathbf {h} }}_{1},{\hat {\mathbf {h} }}_{3},\ldots ,{\hat {\mathbf {h} }}_{M}]}의 null space에 존재한다. {\displaystyle {\hat {\mathbf {h} }}_{1}}은 {\displaystyle {\tilde {\mathbf {h} }}_{1}}를 양자화 한 백터이므로 다음과 같이 다시 쓸 수 있다.
{\displaystyle {\tilde {\mathbf {h} }}_{1}={\sqrt {1-a}}{\hat {\mathbf {h} _{1}}}+{\sqrt {a}}\mathbf {u} }
여기서 {\displaystyle \mathbf {u} }는 {\displaystyle {\hat {\mathbf {h} _{1}}}}의 null space상에 isotropically 분포되어 있으며 {\displaystyle {\hat {\mathbf {h} _{1}}}}과 직교하는 벡터이다. {\displaystyle a=\sin ^{2}(\angle ({\tilde {\mathbf {h} }}_{1},{\hat {\mathbf {h} }}_{1}))}는 채널 부호화 오류의 크기이다. {\displaystyle E[|{\tilde {\mathbf {h} }}_{1}^{T}\mathbf {w} _{2}|^{2}]}를 다시 전개하면 다음과 같다.
{\displaystyle E[|{\tilde {\mathbf {h} }}_{1}^{T}\mathbf {w} _{2}|^{2}]=E[|({\sqrt {1-a}}{\hat {\mathbf {h} _{1}}}+{\sqrt {a}}\mathbf {u} )^{T}\mathbf {w} _{2}|^{2}]=aE[|\mathbf {u} ^{T}\mathbf {w} _{2}|^{2}]}
{\displaystyle \mathbf {u} }와 {\displaystyle \mathbf {w} _{2}}는 {\displaystyle {\hat {\mathbf {h} }}_{2}}의 {\displaystyle (M-1)} 차원  nullspace에 존재하는 i.i.d. isotropic 벡터들이므로 {\displaystyle |\mathbf {u} ^{T}\mathbf {w} _{2}|^{2}}는 beta(1,M-2)로 분포된 랜덤 값이고 {\displaystyle a}와 독립적이다.

#### 보충 특징
베타 무작위 변수는 [0,1] 구간에서 값을 가지고 {\displaystyle |\mathbf {u} ^{T}\mathbf {w} _{2}|^{2}}이므로
{\displaystyle |{\tilde {\mathbf {h} }}_{1}^{T}\mathbf {w} _{2}|^{2}\leq \sin ^{2}(\angle ({\tilde {\mathbf {h} }}_{1},{\hat {\mathbf {h} }}_{1})),\quad \forall i\neq j}
와 같이 나타낼 수 있다.

## 같이 보기
- 빔포밍
- 간섭 제거 빔포밍
- 피드백 간섭 제거 빔포밍